# Église Saint-Nicolas de Toulouse
Pour les articles homonymes, voir Église Saint-Nicolas.
L'église Saint-Nicolas se situe au no 36 grande-rue Saint-Nicolas, au cœur du quartier Saint-Cyprien, sur la rive gauche de la Garonne, à Toulouse.
L'église fait l'objet d’un classement au titre des monuments historiques depuis le 24 juillet 1986.

## Description

### Extérieur
Cette église, à l'origine du nom du quartier éponyme, est dédiée, d'après l'historien toulousain du XVIIe siècle Guillaume Catel, au saint patron « de tous ceux qui vont par eaux et craignent naufrage ». Un saint qui a dû être bien souvent sollicité dans un quartier tel que Saint-Cyprien, victime des crues annuelles de la Garonne, comme celle, tragique, de 1875.
Reconstruit en 1300 dans un style typique du gothique méridional, son clocher octogonal de style toulousain imite ceux de la basilique Saint-Sernin et de l'église des Jacobins : comme eux, il présente des baies géminées couvertes d'arcs en mitre. À noter, les mirandes visibles sous la couverture de la nef qui indiquent la présence d'un chemin de ronde couvert.
Le portail s'ouvre, à la base du clocher, sur la grande-rue Saint-Nicolas. Sur le tympan, un haut-relief (classé comme groupe sculpté au titre des monuments historiques) représente l'adoration des mages. Il est attribué à l'atelier de Pierre Viguier, actif dans la deuxième moitié du XVe siècle et le début du XVIe siècle. Stylistiquement, la Vierge à l'enfant du tympan a été rapprochée de la statue dite Notre Dame de Grasse.

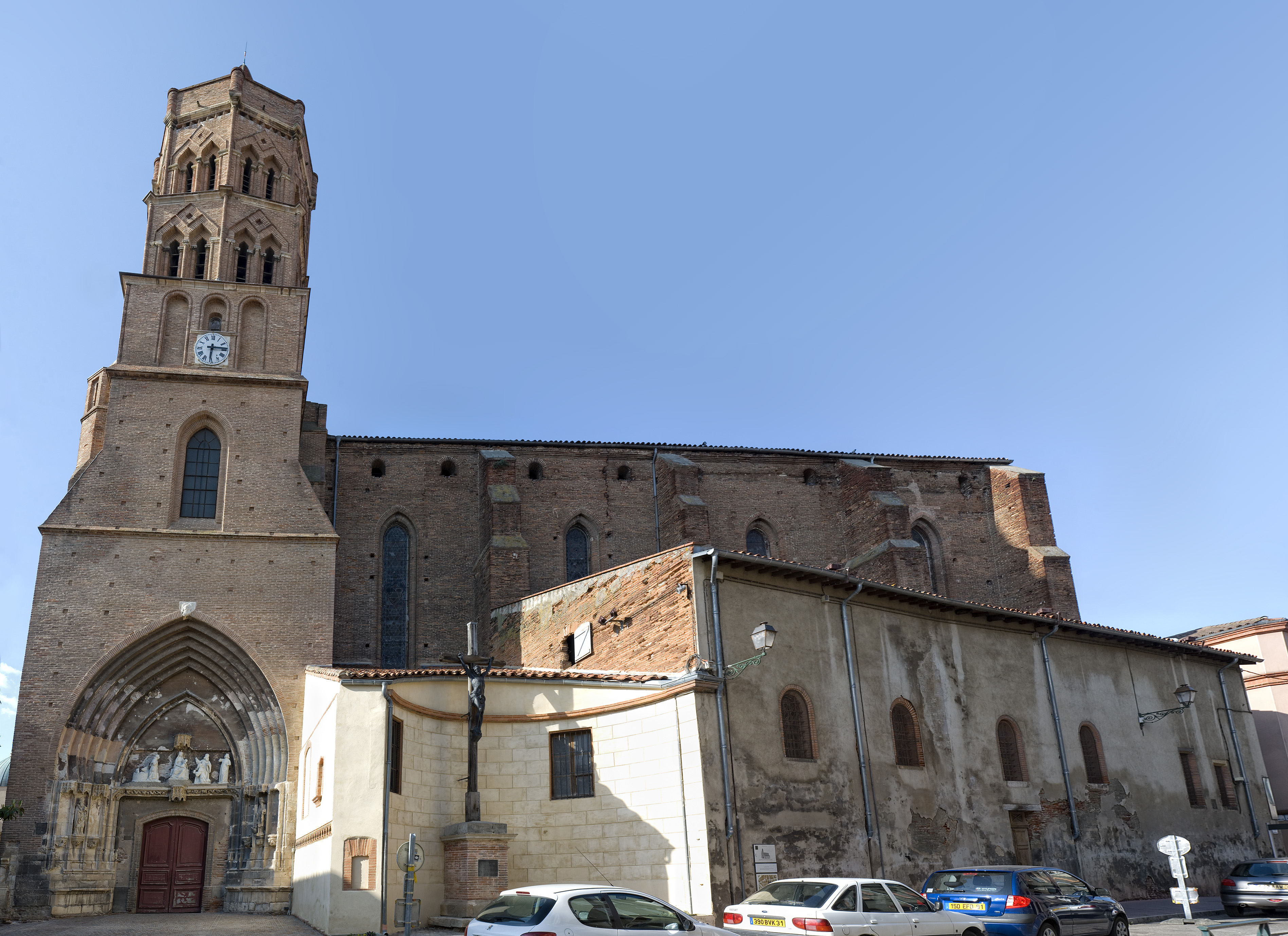
Vue d'ensemble en 2008, avant restauration.
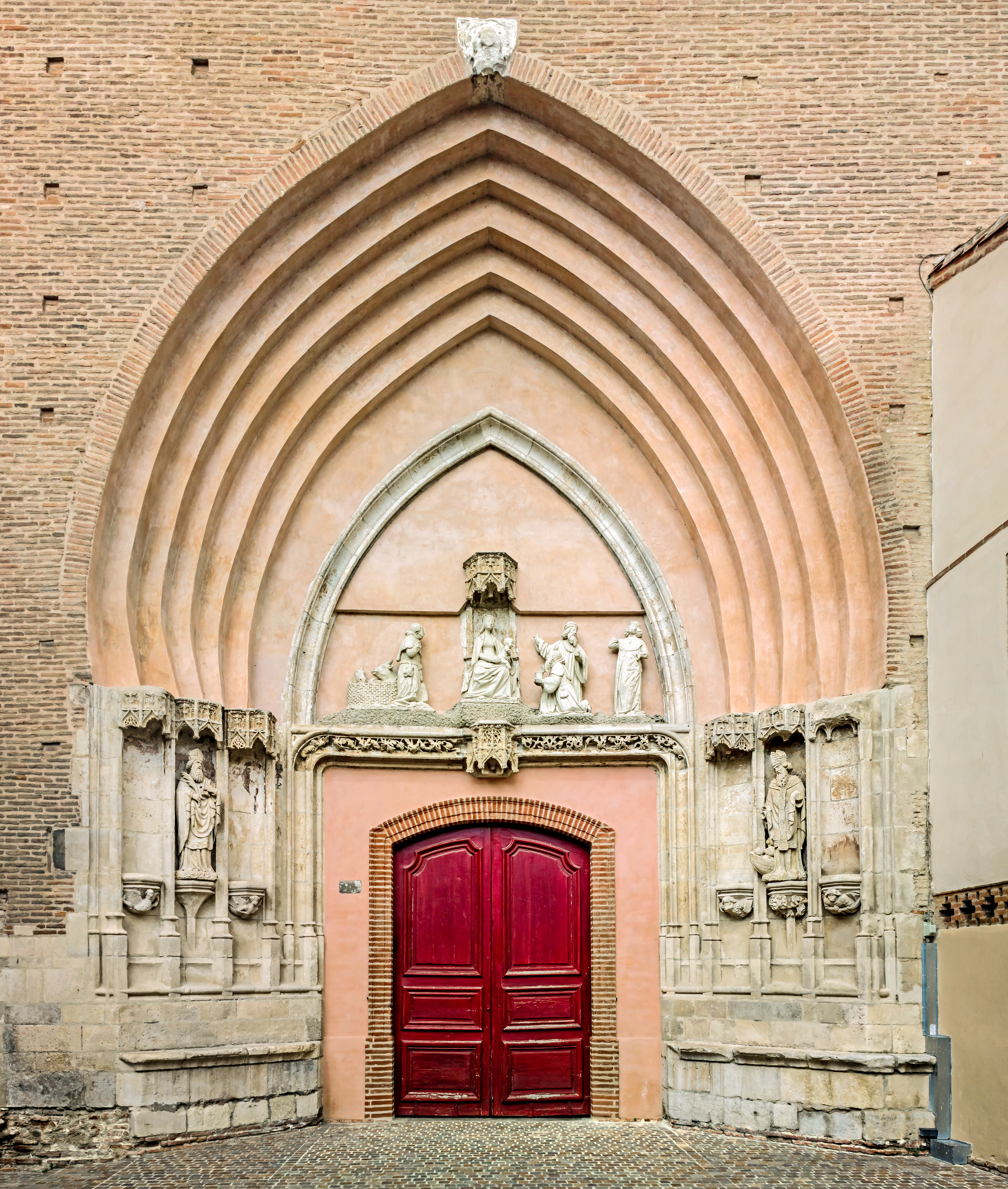
Le portail.
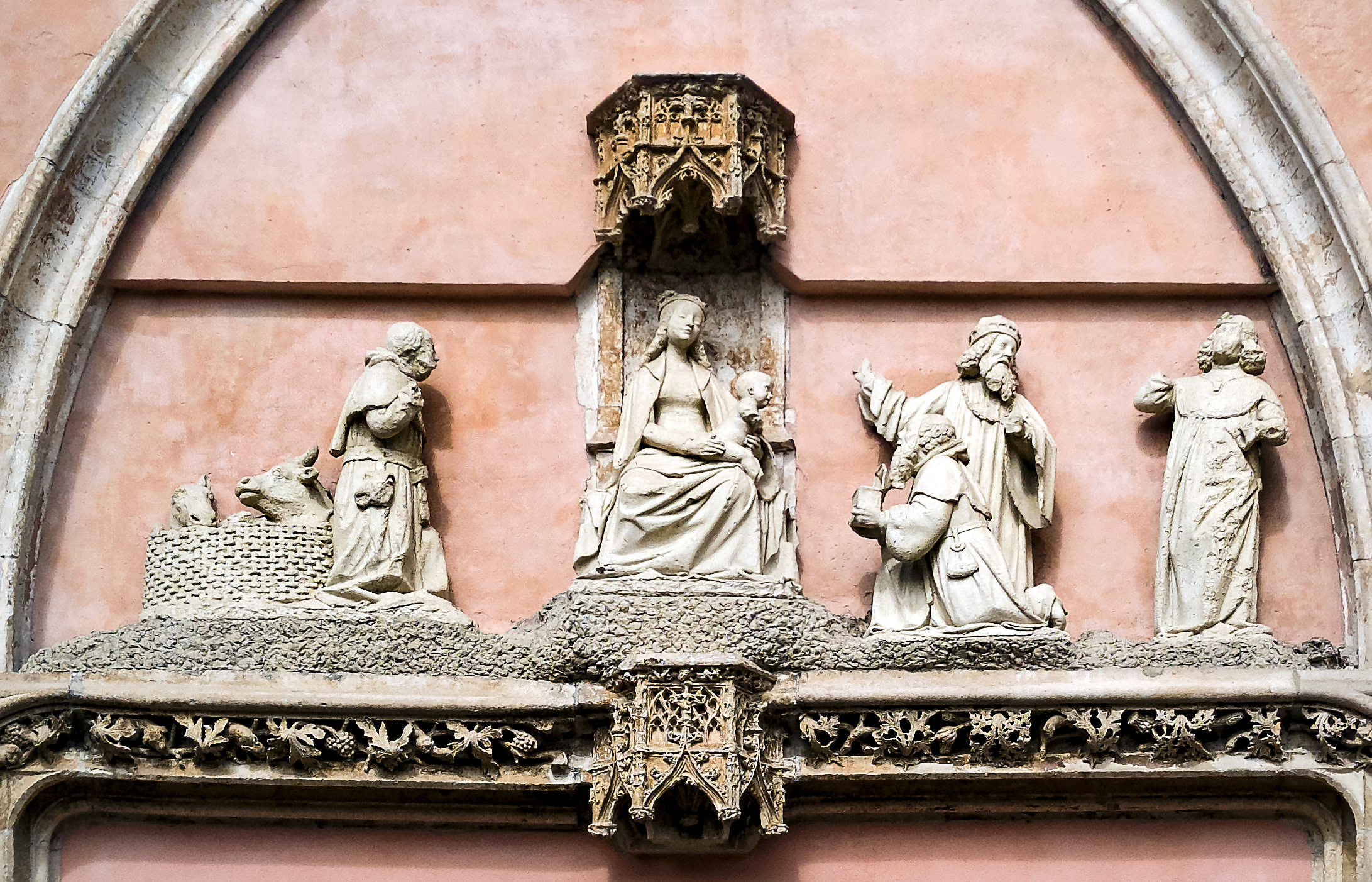
Le tympan : l'adoration des mages.
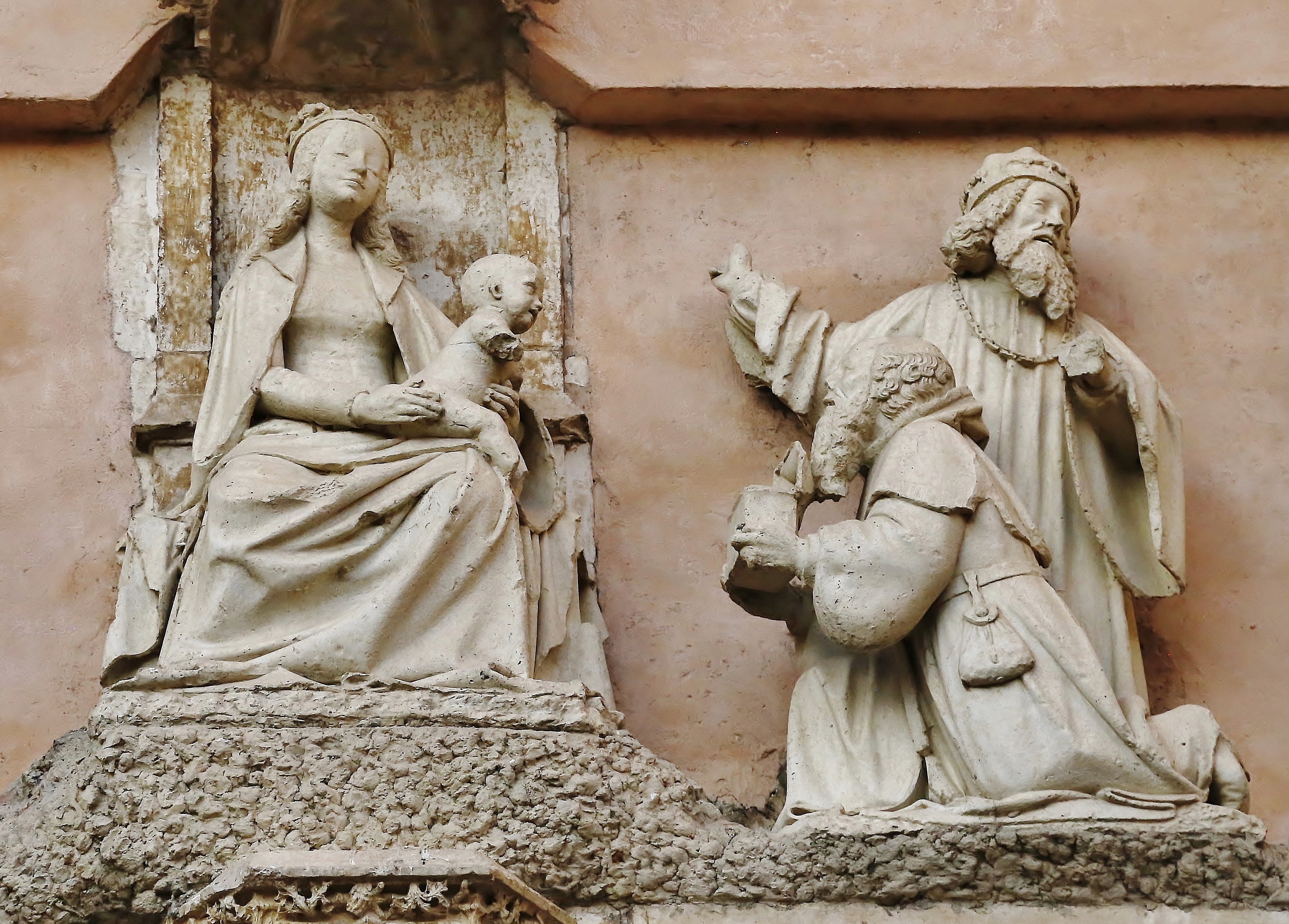
Détail du groupe sculpté du tympan.

### Intérieur

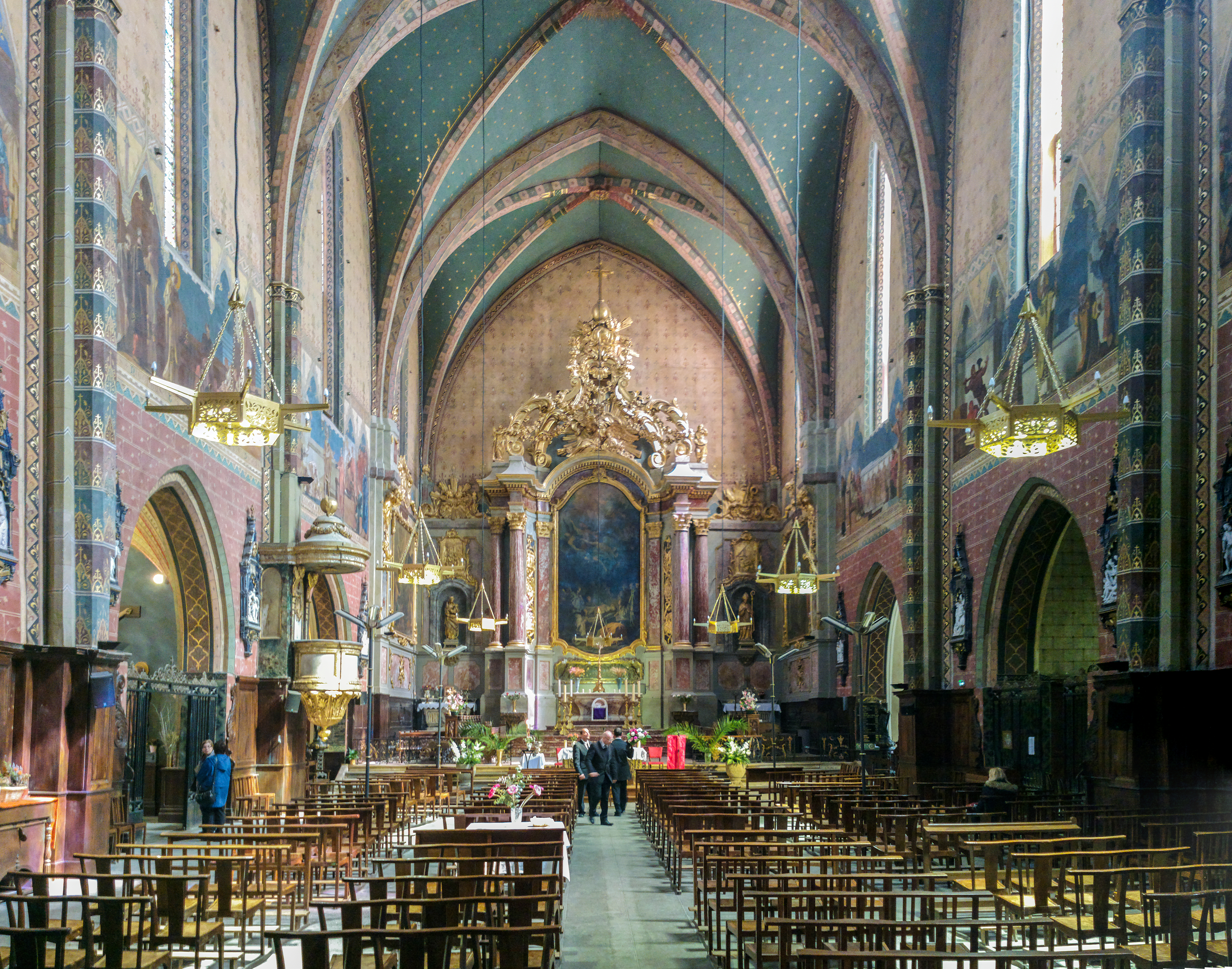
La nef.

#### La nef
La nef de style gothique méridional, dont la construction est attribuée à Jean Constantin, est datée du milieu de XVe siècle et est divisée en cinq travées. Elle est décorée de peintures du dernier tiers du XIXe siècle et notamment de six fresques de Bernard Bénézet, peintes de 1891 à 1894, présentant des scènes de la vie de saint Nicolas.

Cycle de la vie de saint Nicolas
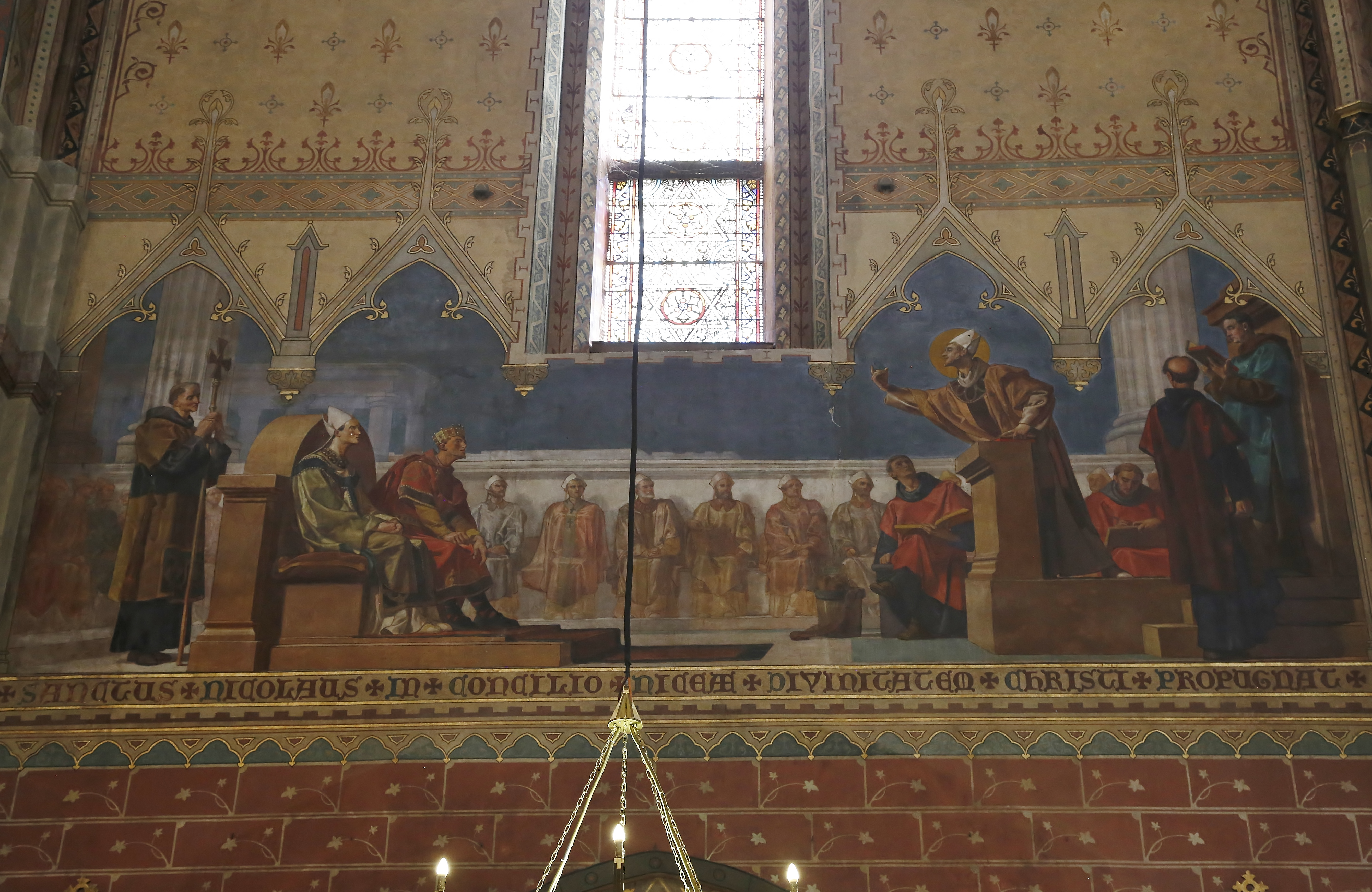
Saint Nicolas affirme la divinité du Christ au concile de Nicée.
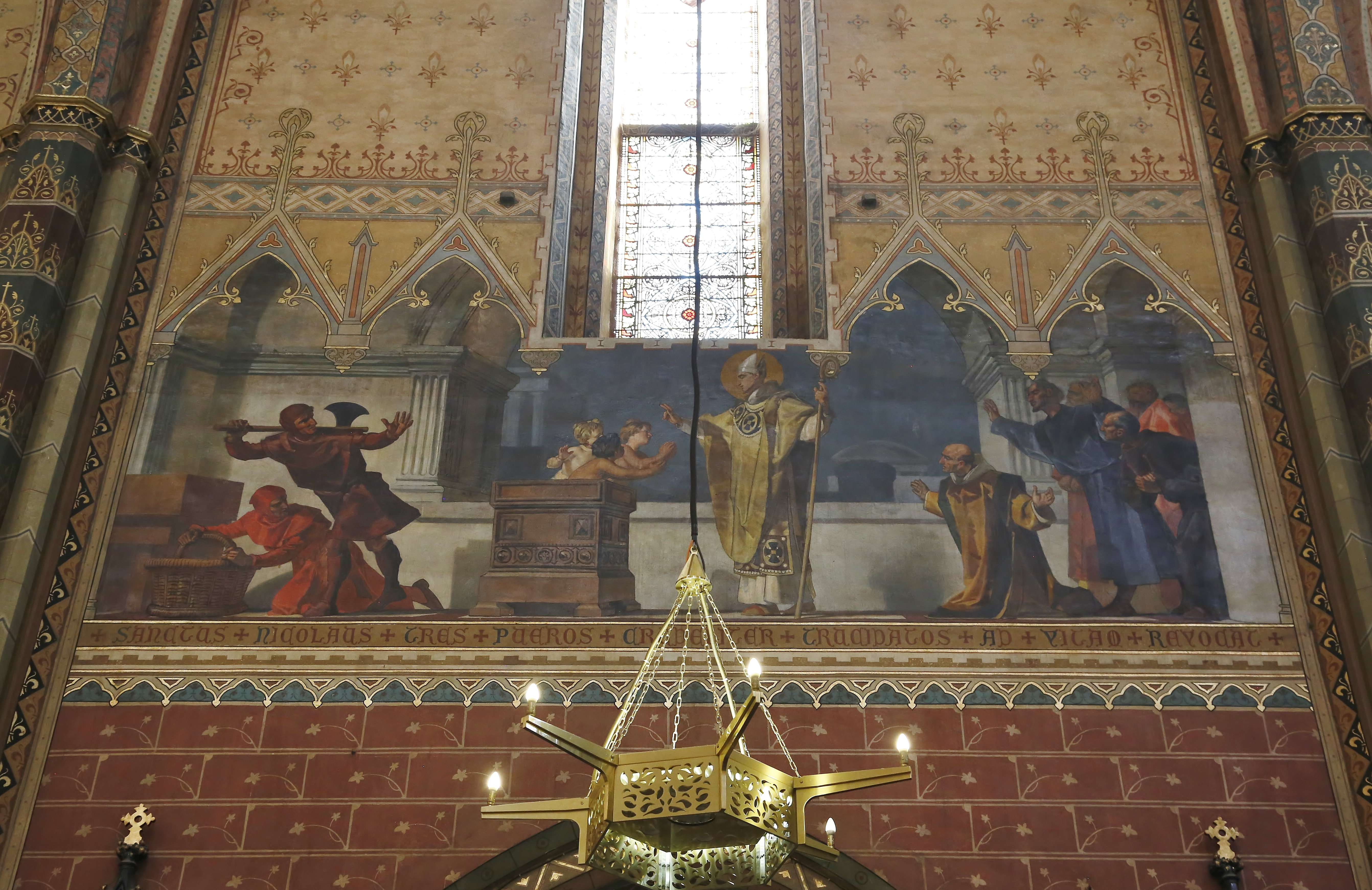
Saint Nicolas ressuscite trois enfants tués par un boucher criminel.
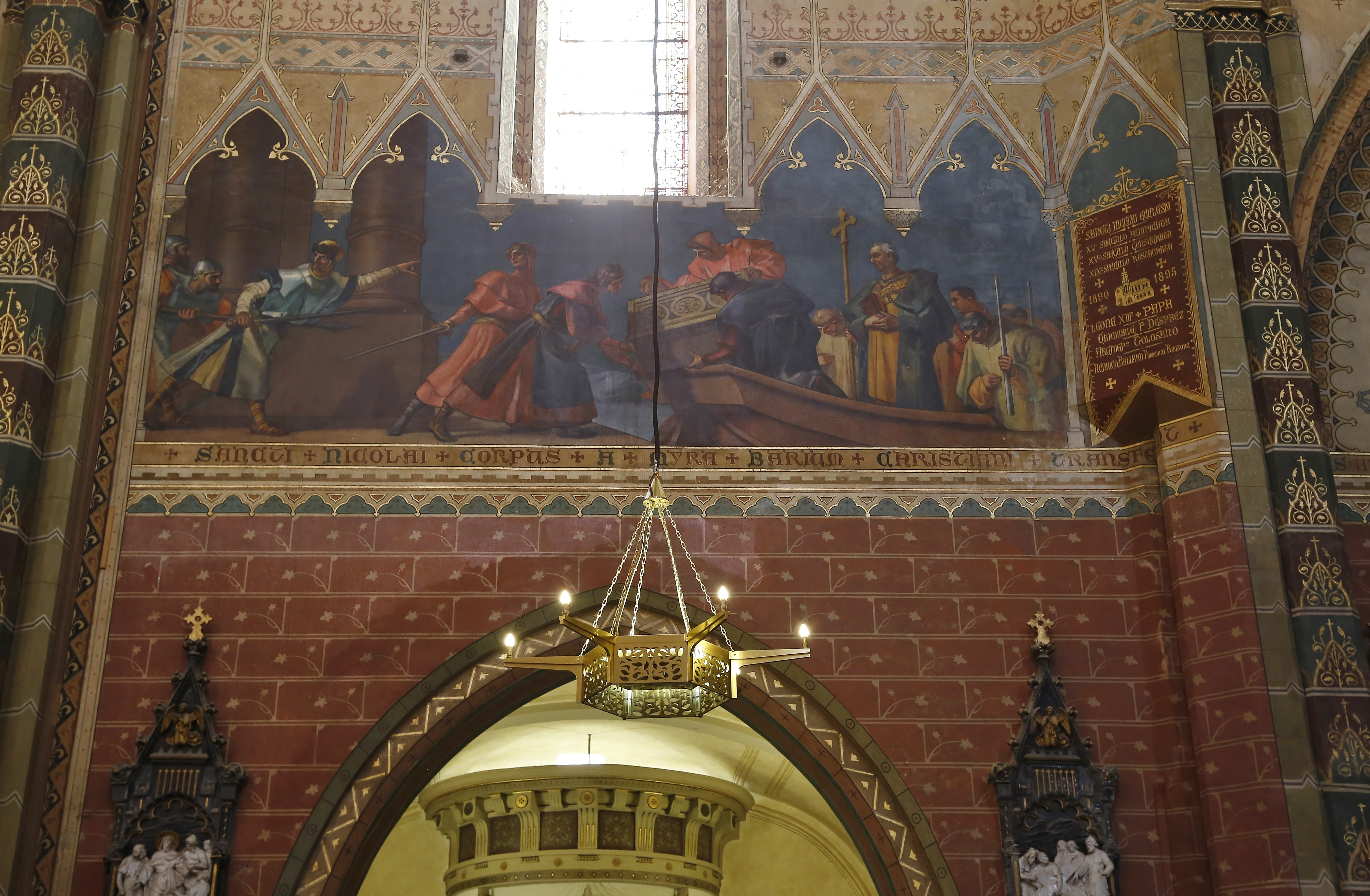
Le retour du corps de Saint Nicolas de Myre à Bari.
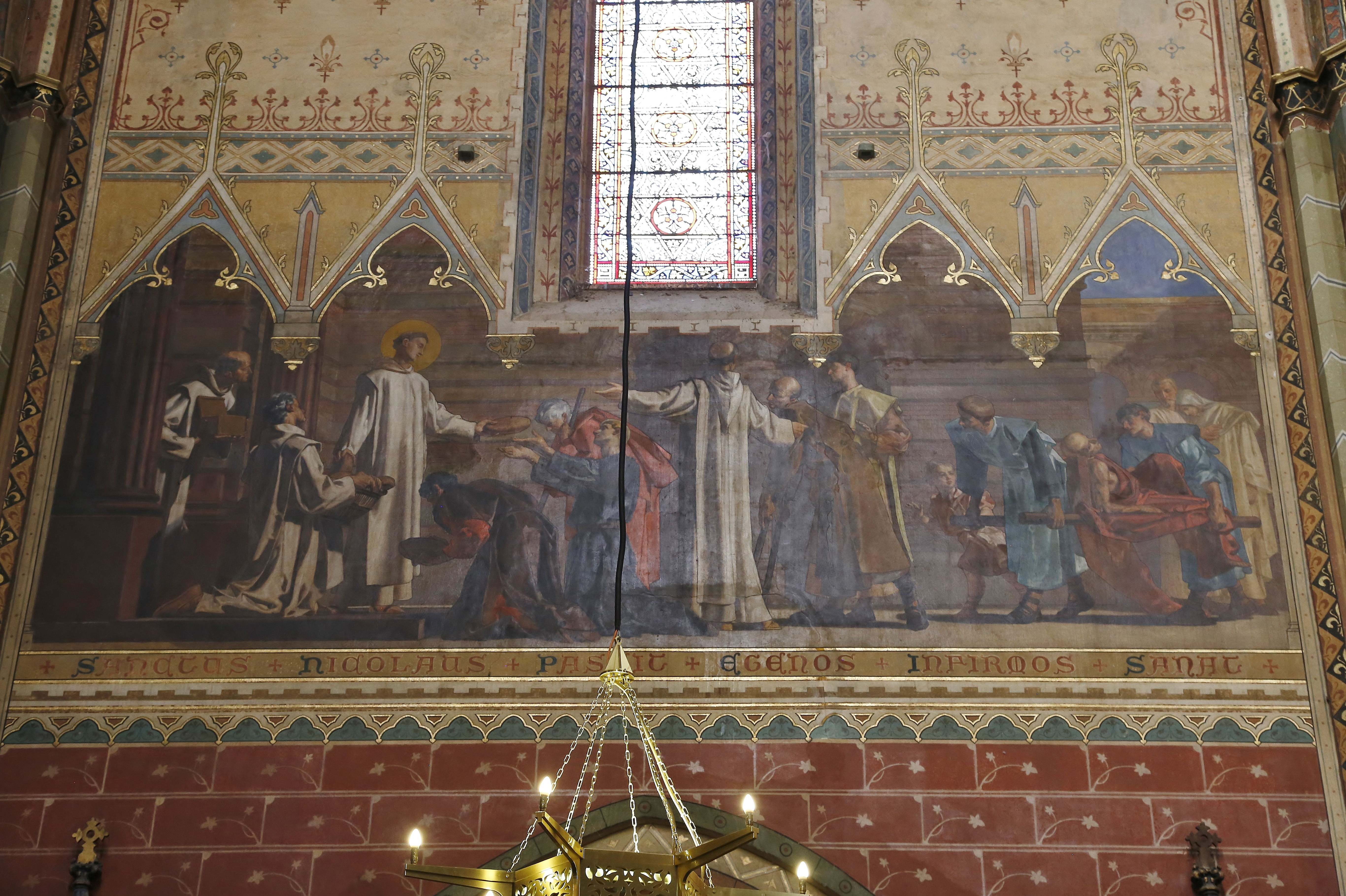
Saint Nicolas nourrit les pauvres et soigne les malades.
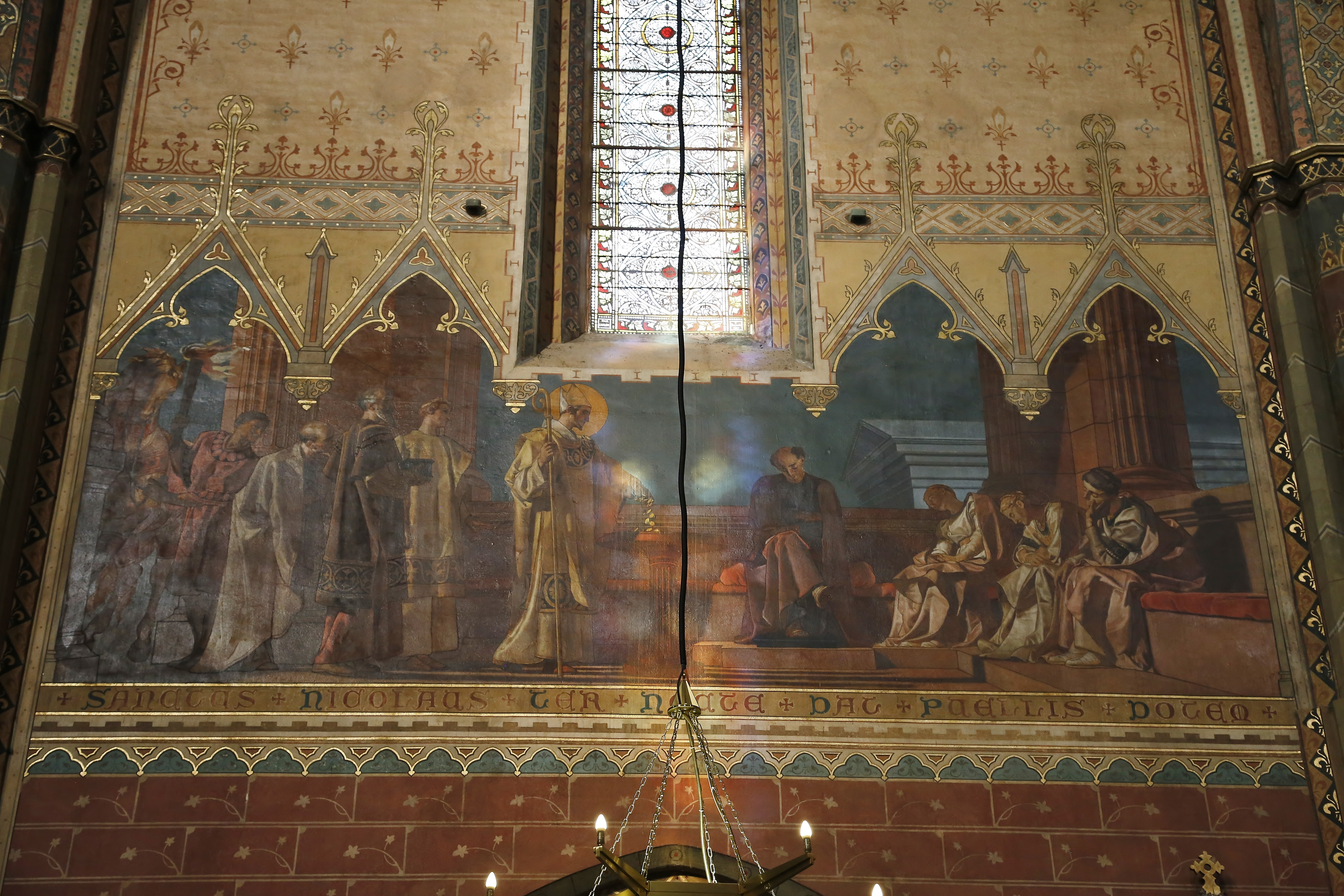
Saint Nicolas donne une dot à trois jeunes filles pauvres.
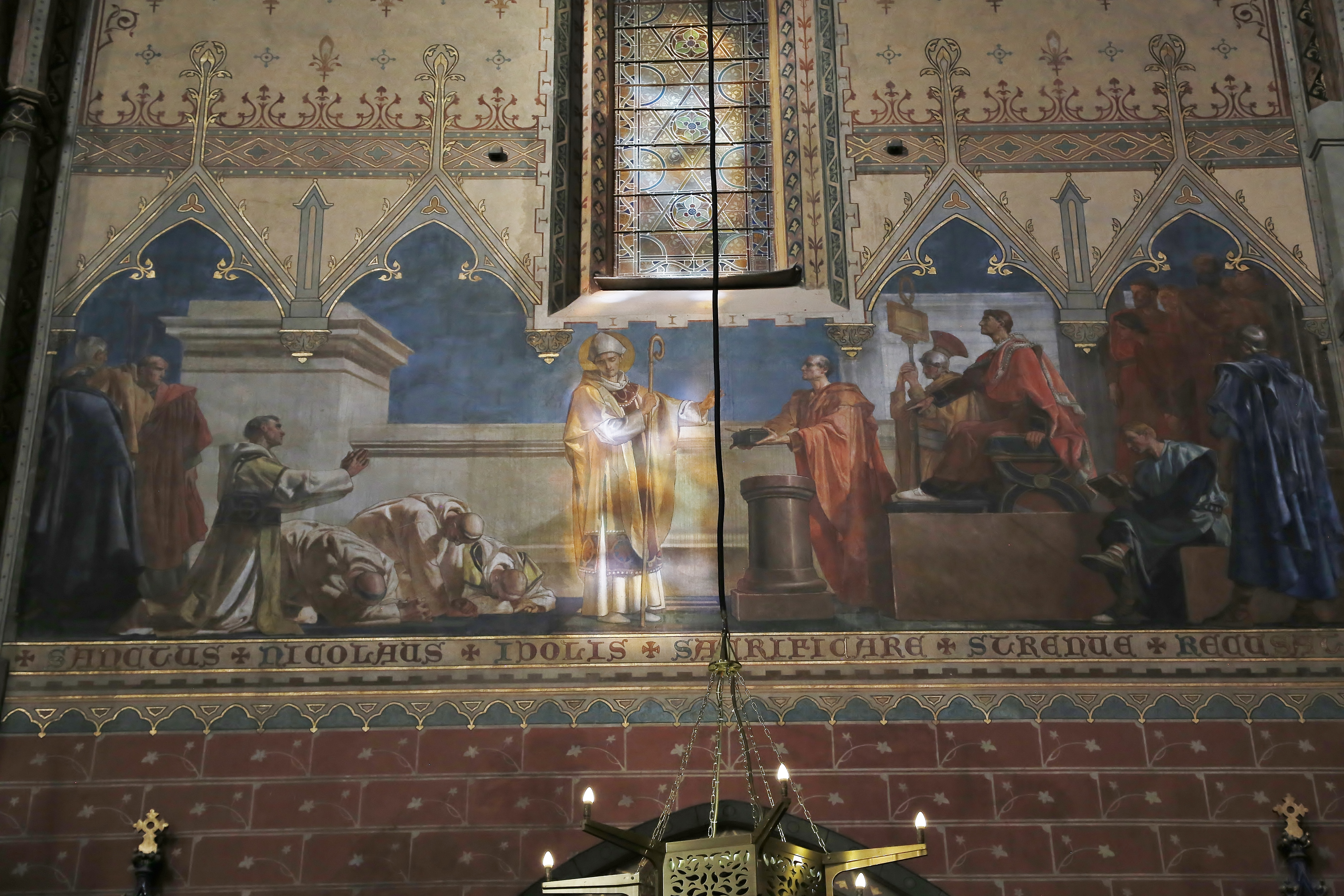
Saint Nicolas refuse de sacrifier aux idoles.

#### Le chœur et son retable
Le chœur accueille un riche décor du XVIIIe siècle. Le retable en particulier, réalisé par le sculpteur Etienne Rossat et le peintre Jean-Baptiste Despax, est constitué de colonnes de marbre incarnat du Minervois et de tableaux de Despax, dont une belle Apothéose qui en occupe le centre. Le retable réutilise également un bas-relief de Nicolas Bachelier réalisé en 1554 et doré au siècle suivant.

Décor du chœur
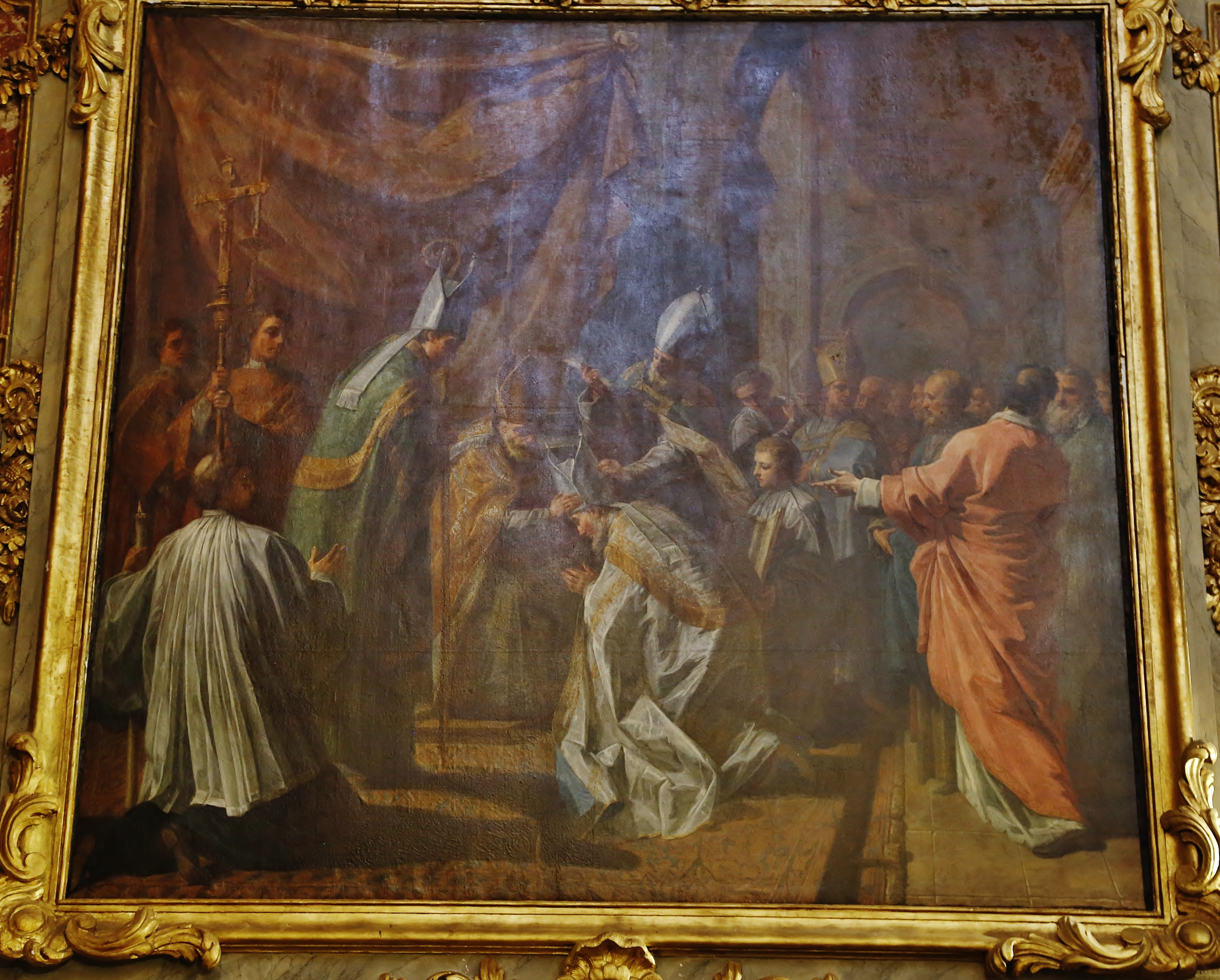
Tableau du chœur (Jean-Baptiste Despax).
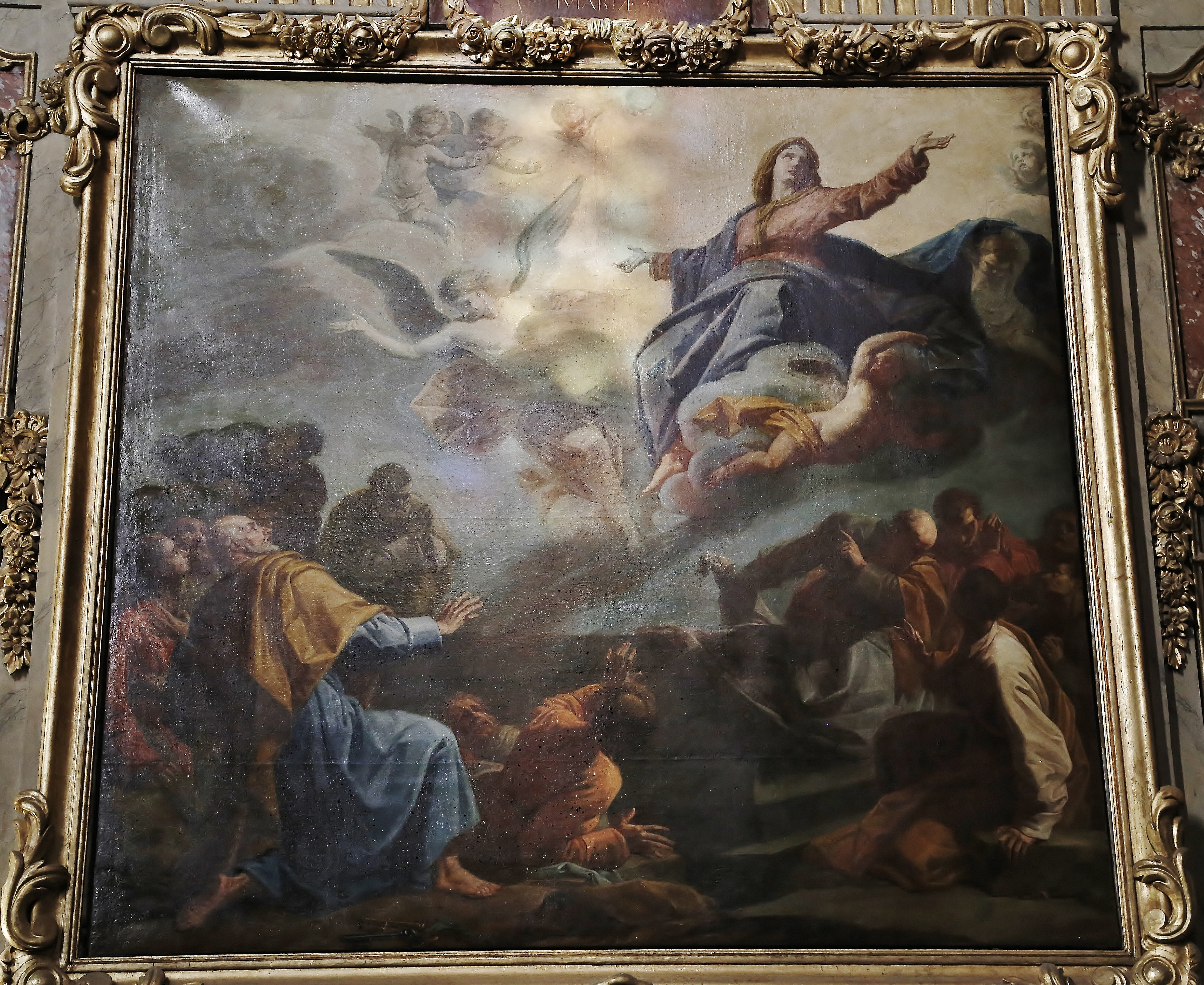
Tableau du chœur (Despax).
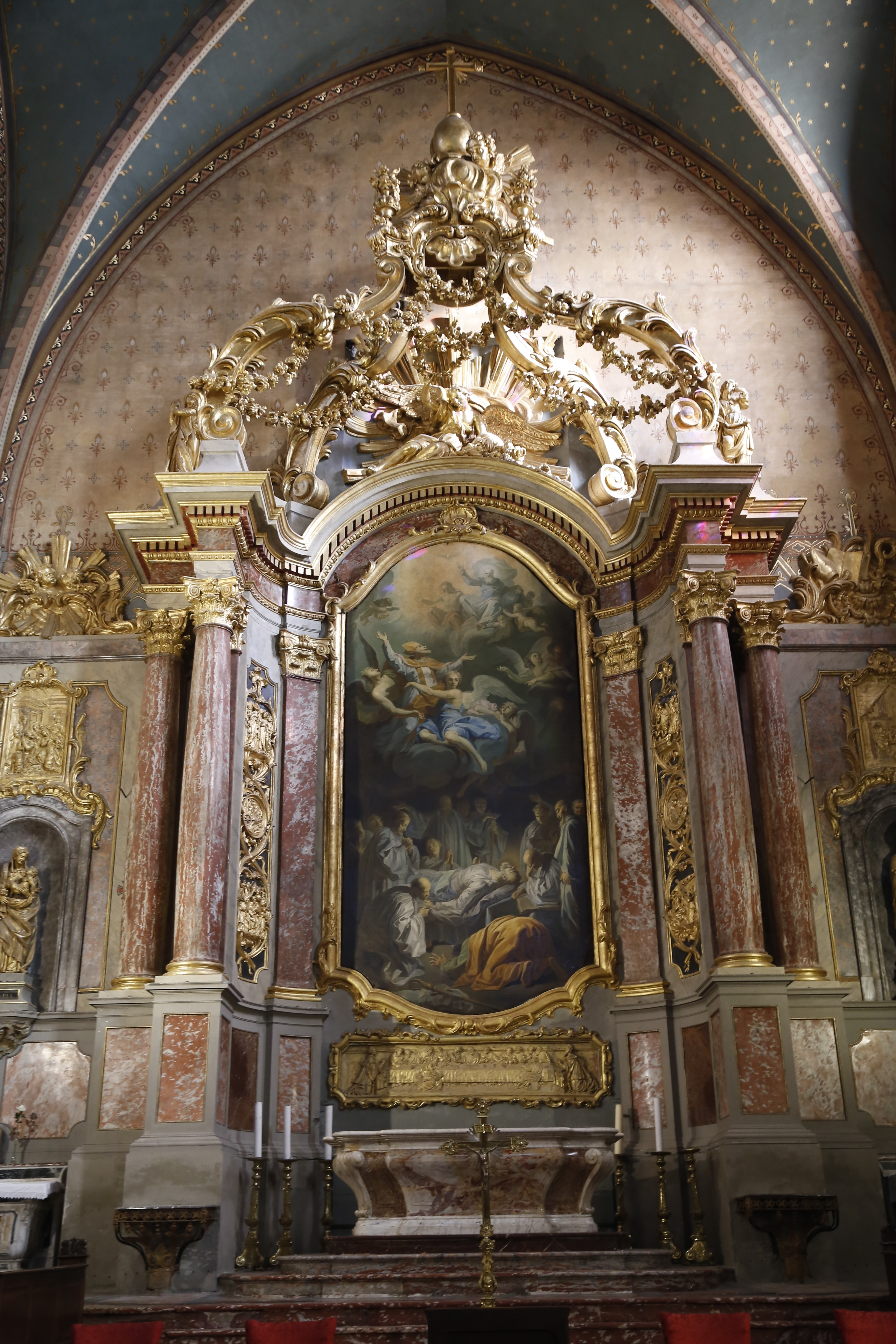
Le retable.
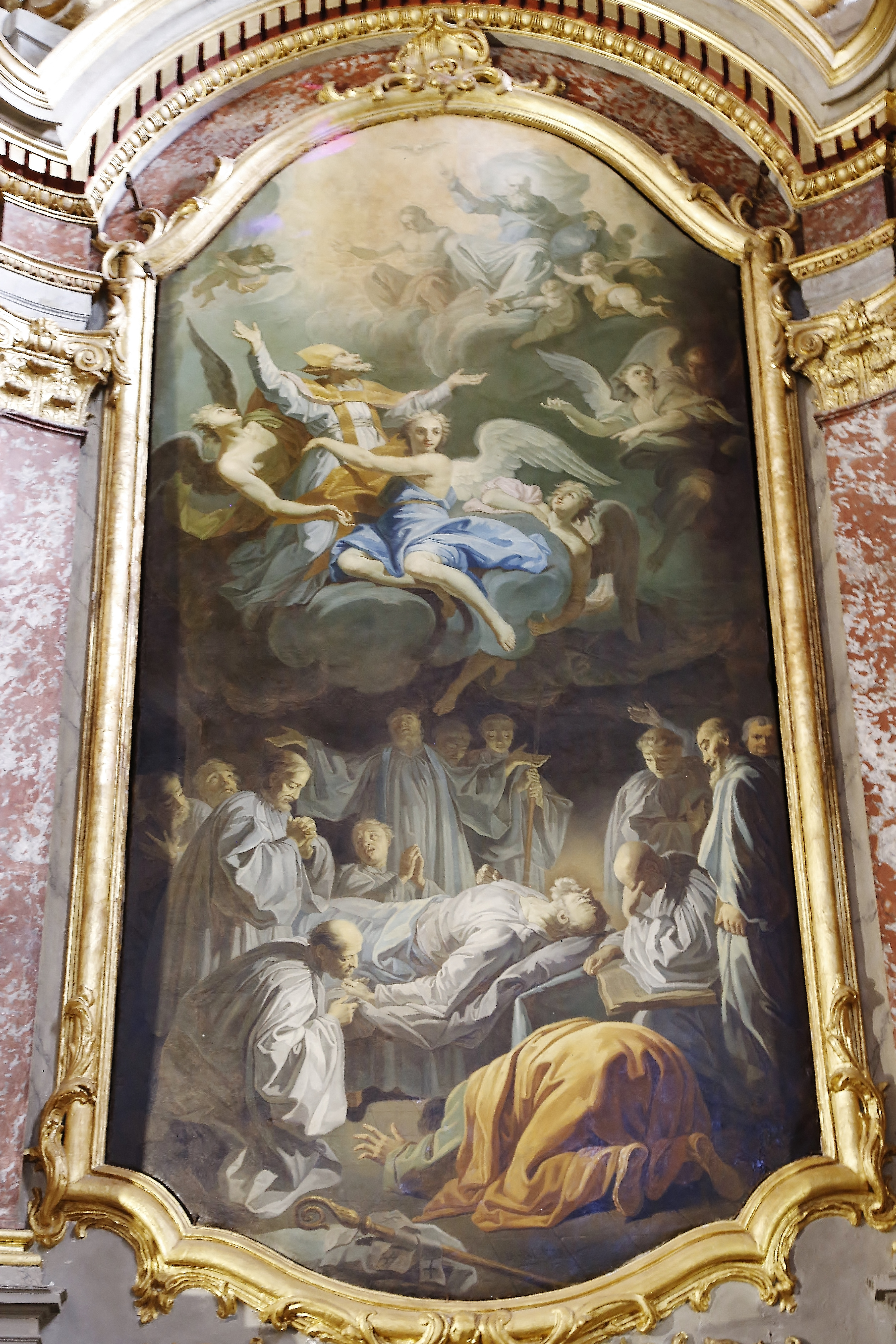
Une Apothéose de Despax.
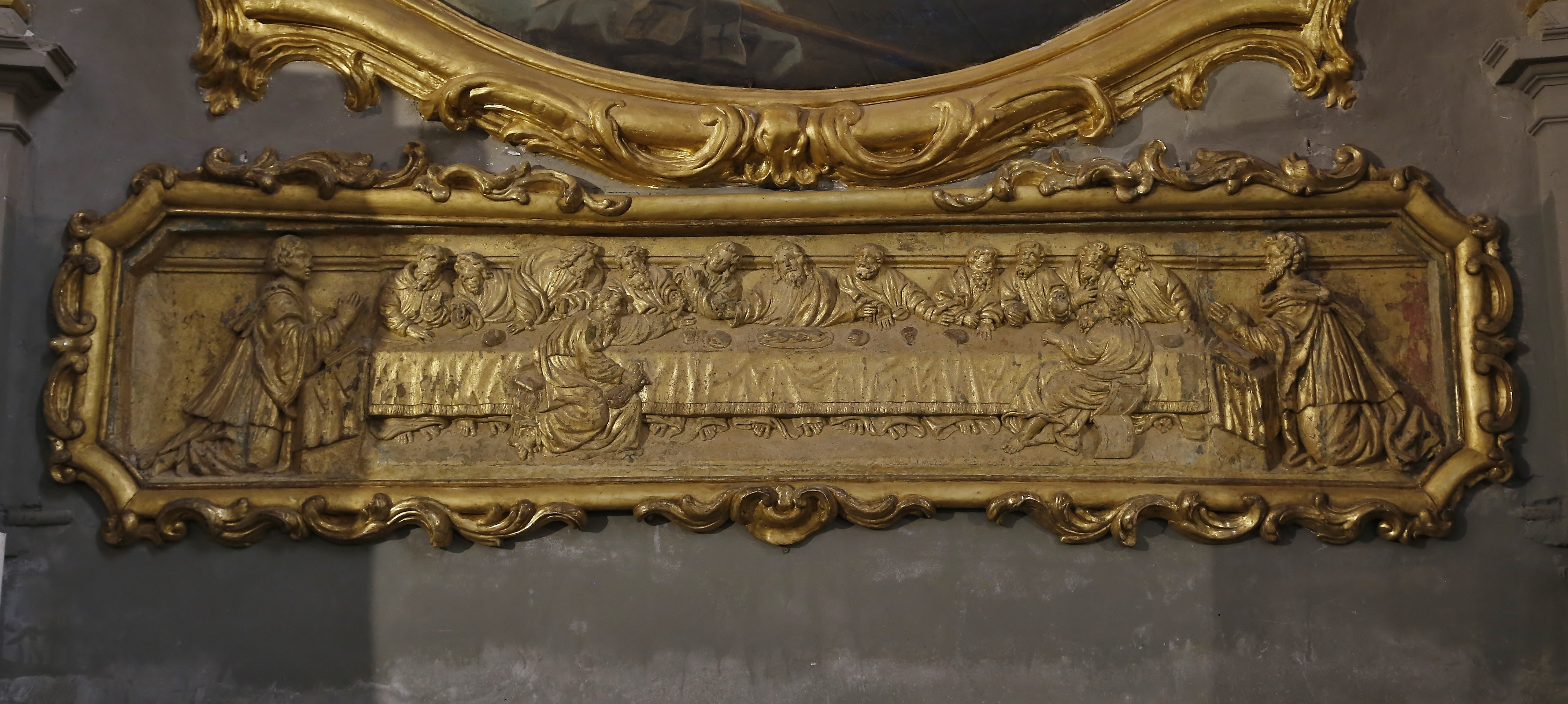
Bas-relief de Nicolas Bachelier (1554).
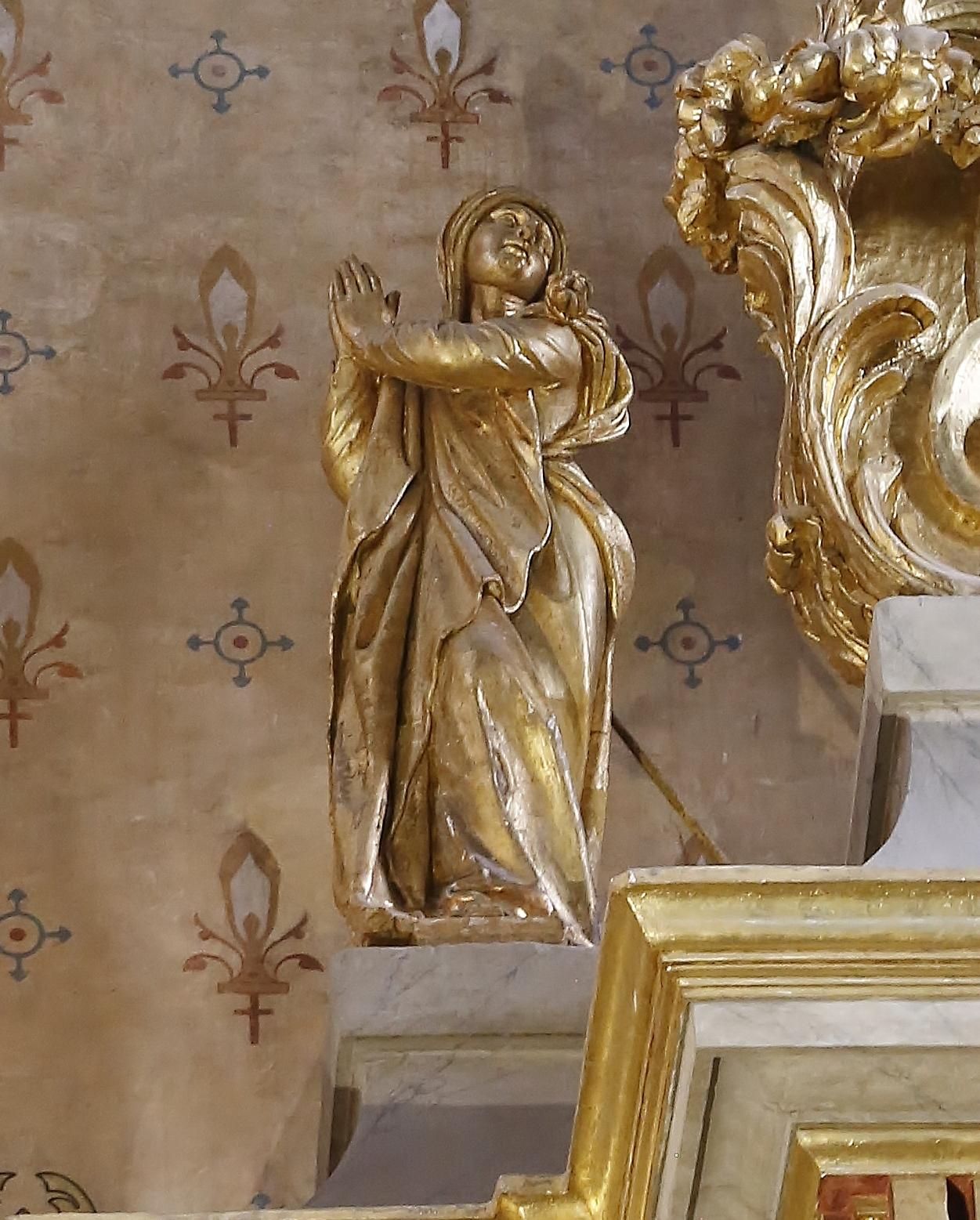
Détail sculpté du retable.
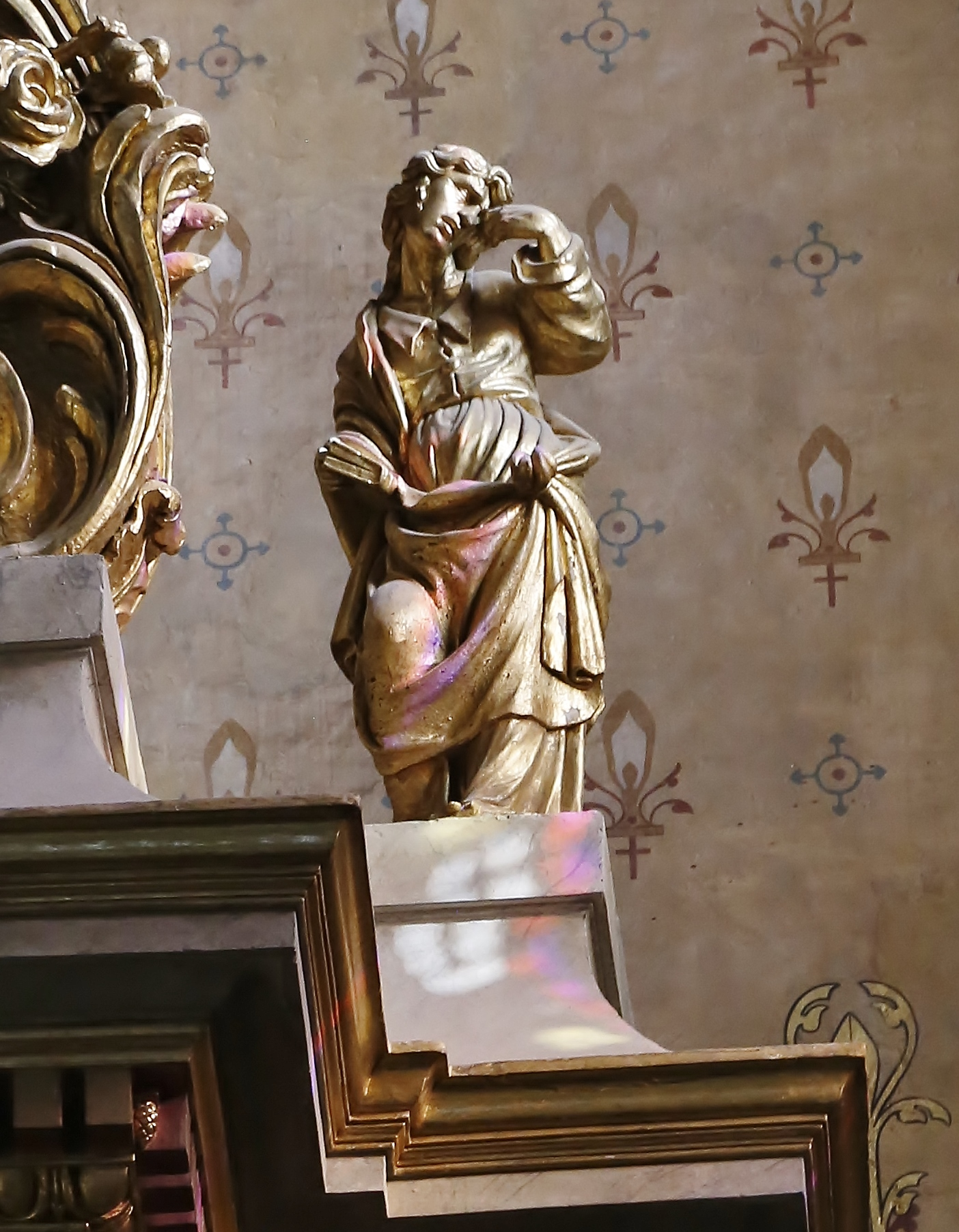
Détail sculpté du retable.

#### Chapelles
Parmi le décor des six chapelles, notons une superbe Pietà du sculpteur Jean-Louis Ajon ainsi que, dans deux autres chapelles, une porte Renaissance et un décor de fresques du XVIe siècle.

Décor des chapelles
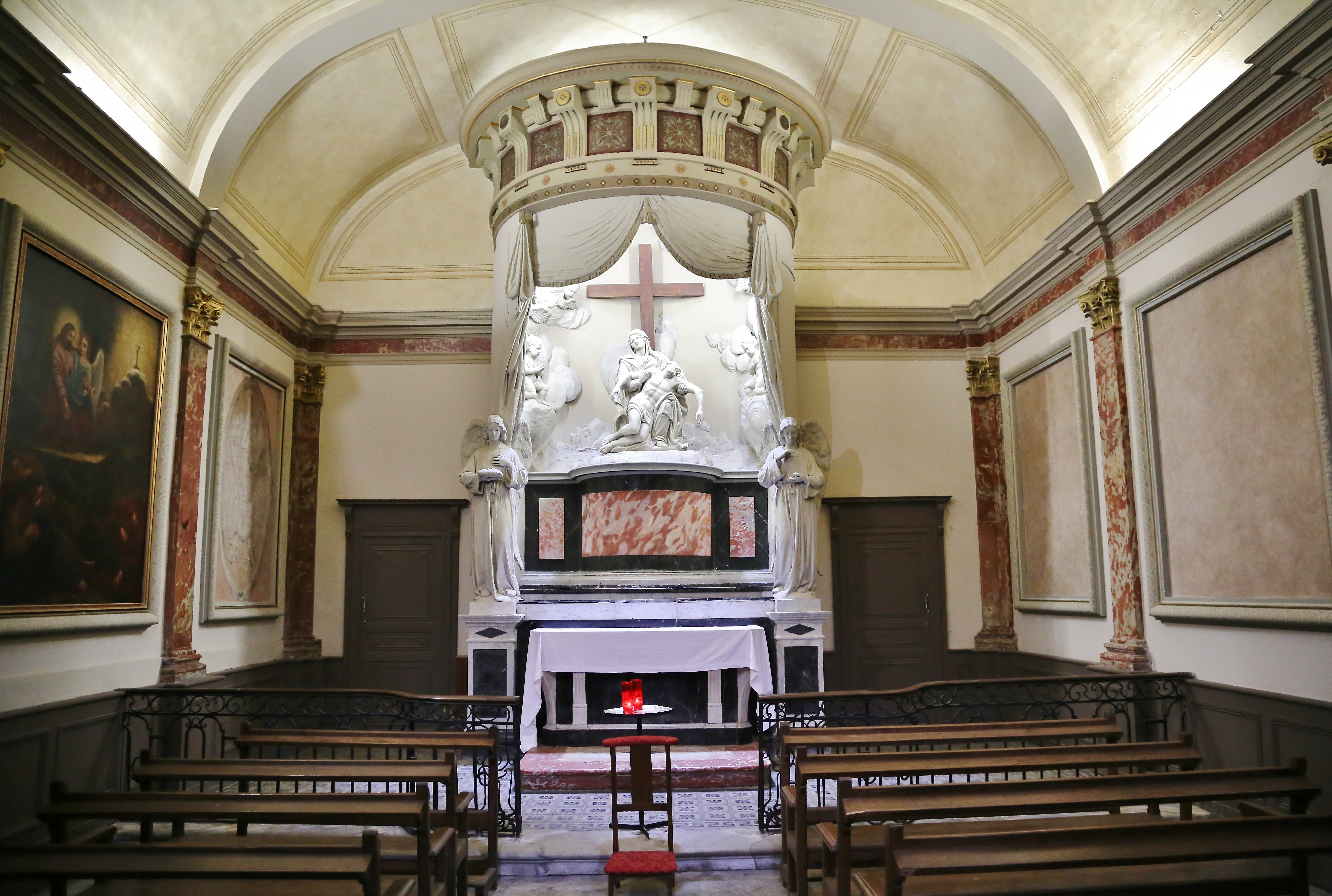
Chapelle avec la Pietà de Jean-Louis Ajon.
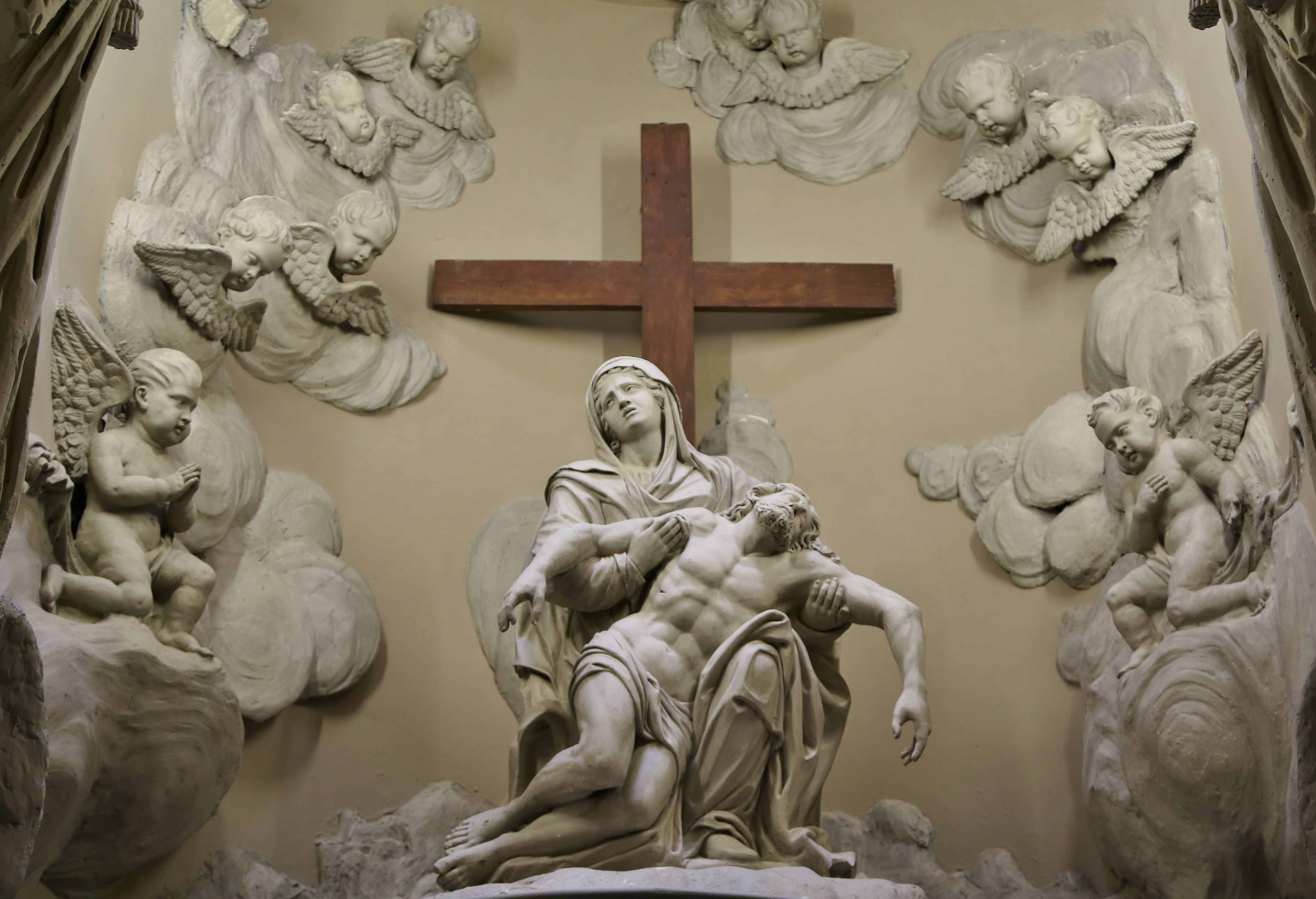
Pietà de Jean-Louis Ajon.
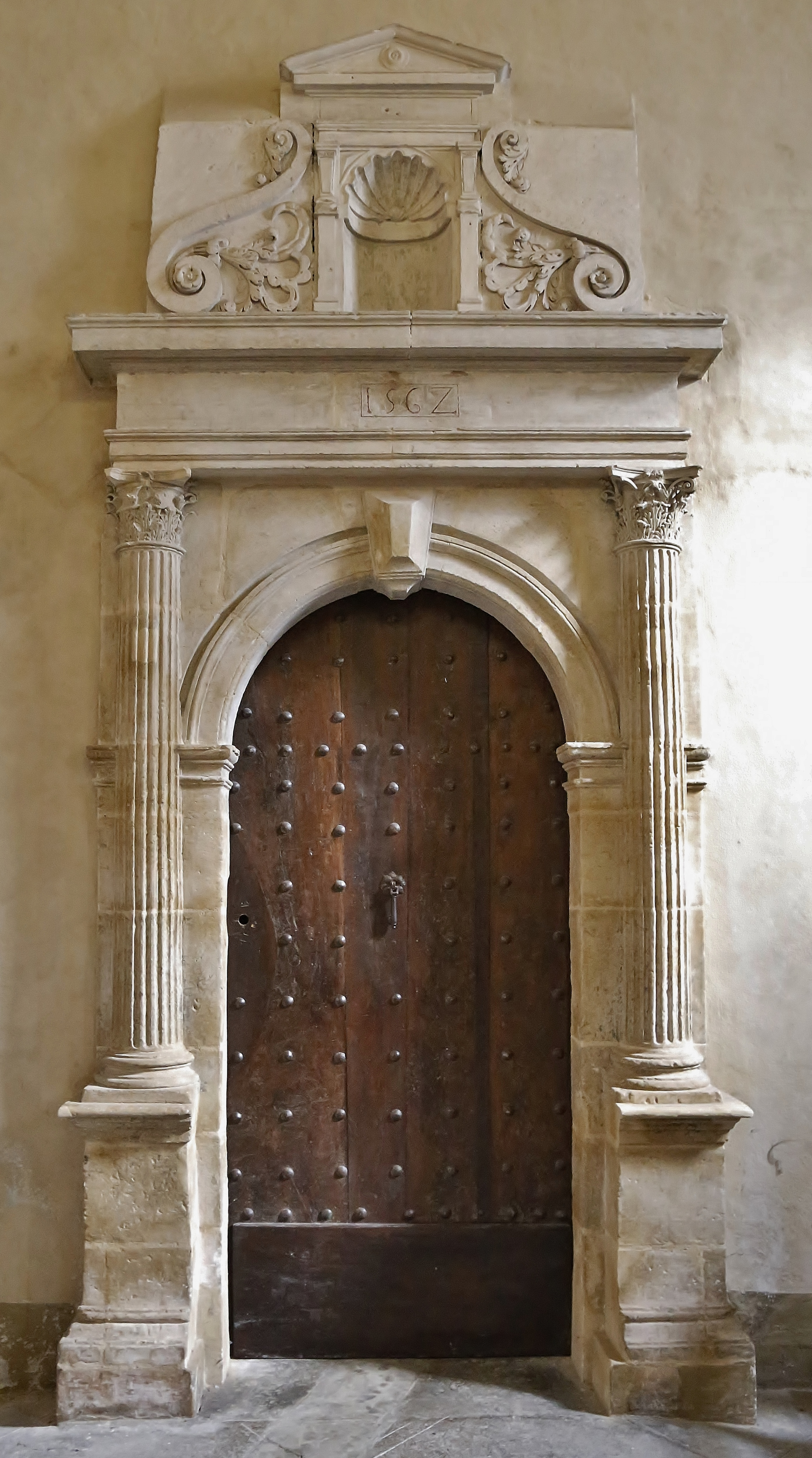
Porte Renaissance de 1562.
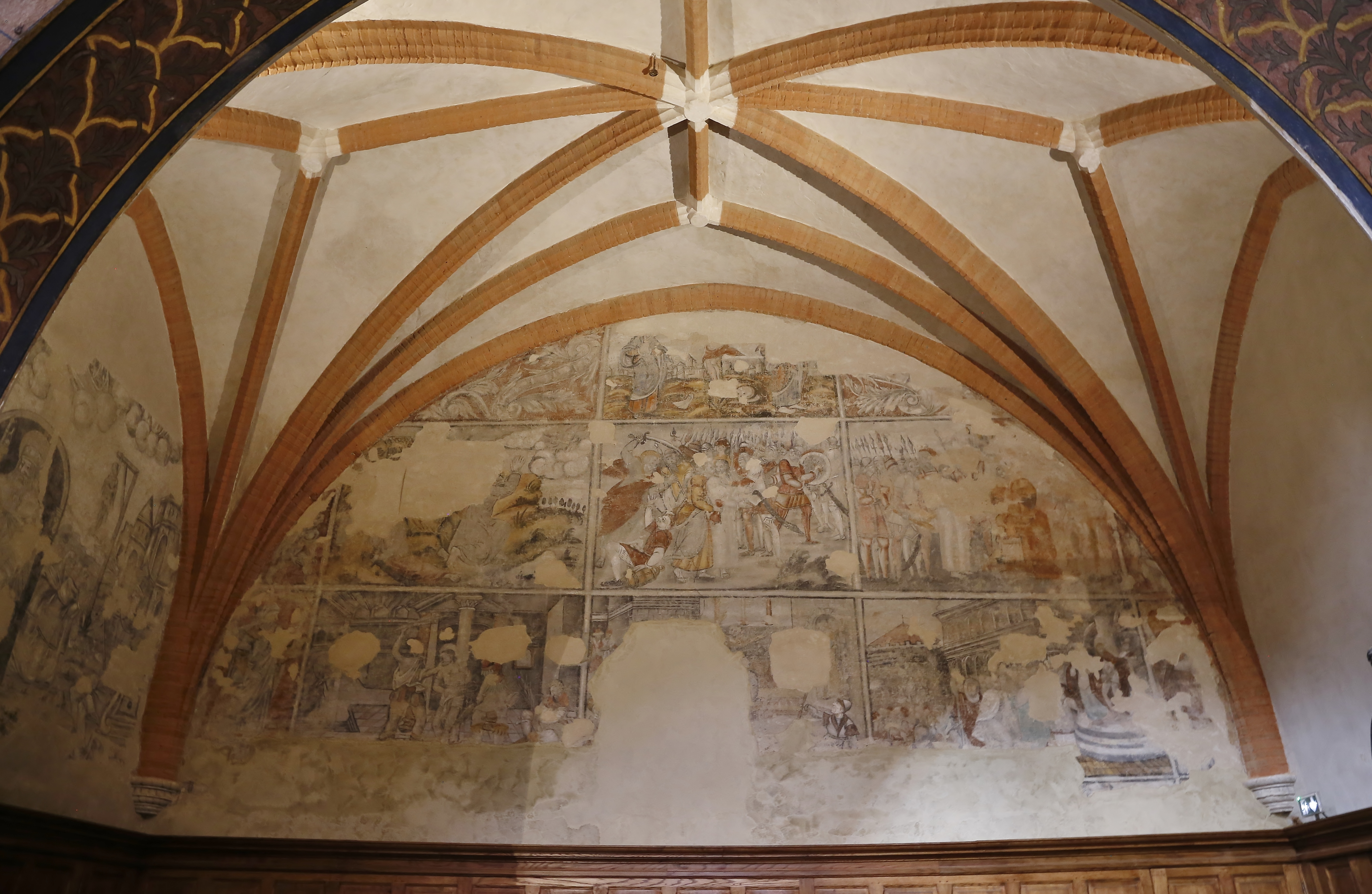
Scènes de la Passion du Christ (2ème moitié du XVIe siècle).
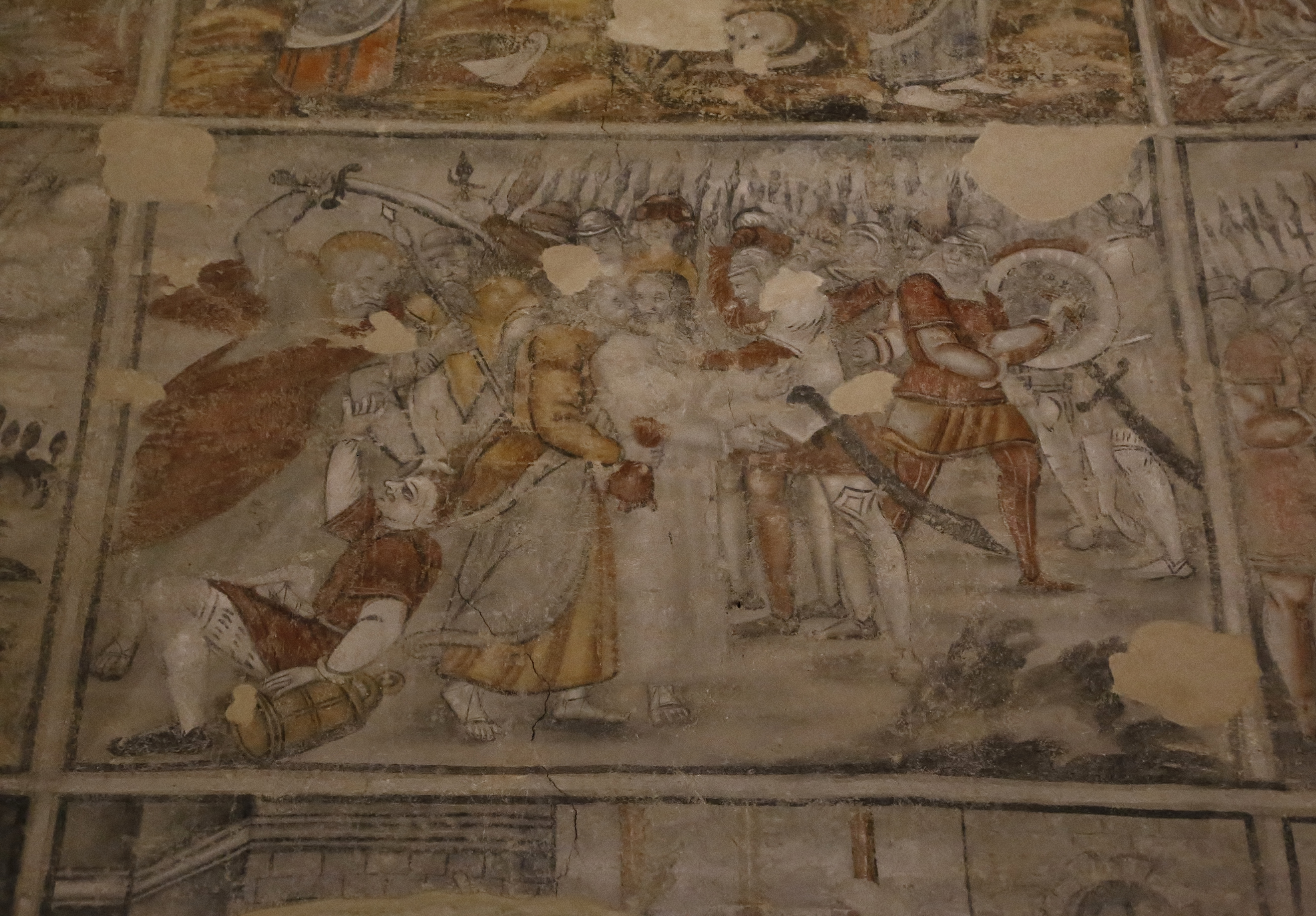
Fresques du XVIe siècle.
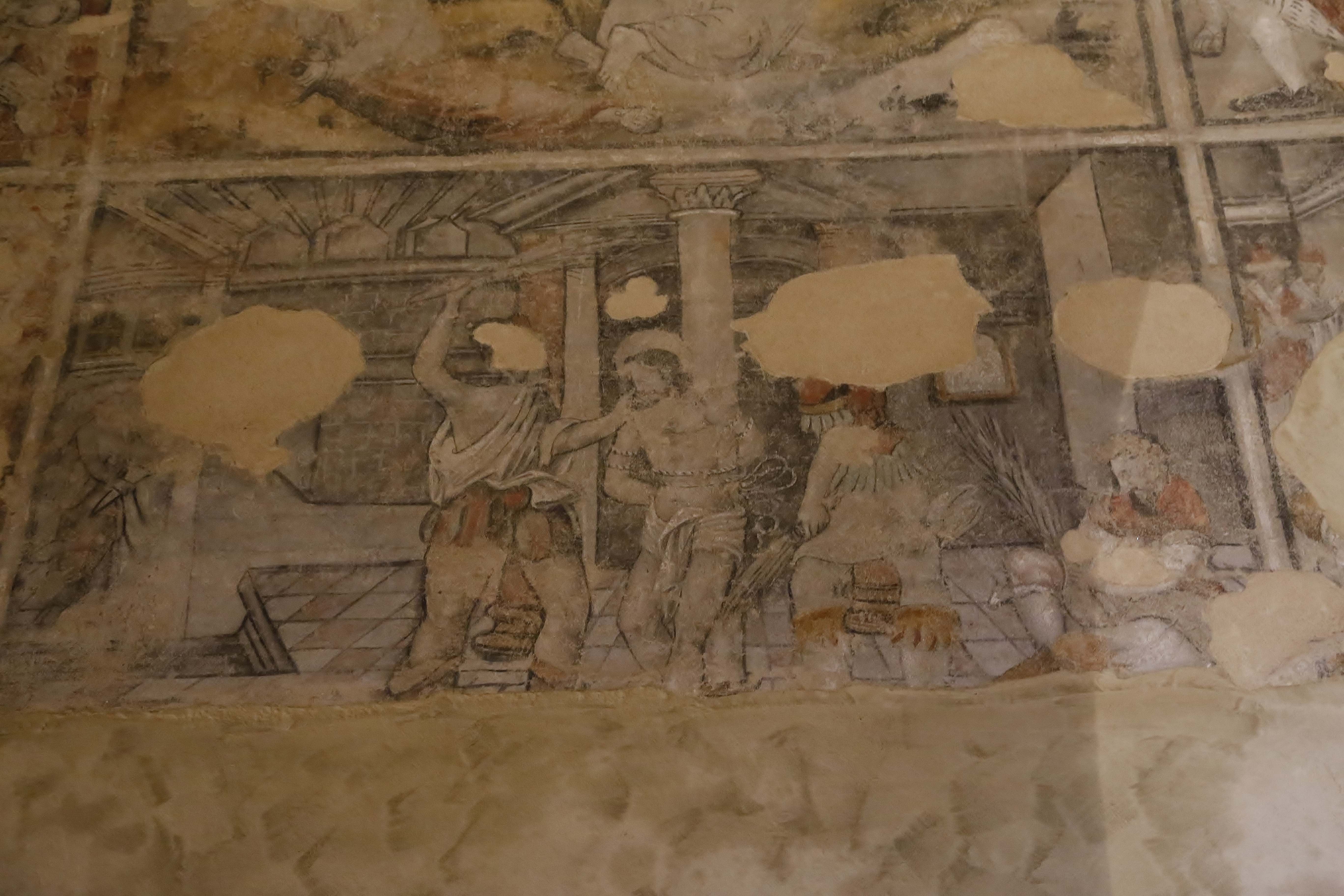
Fresques du XVIe siècle.
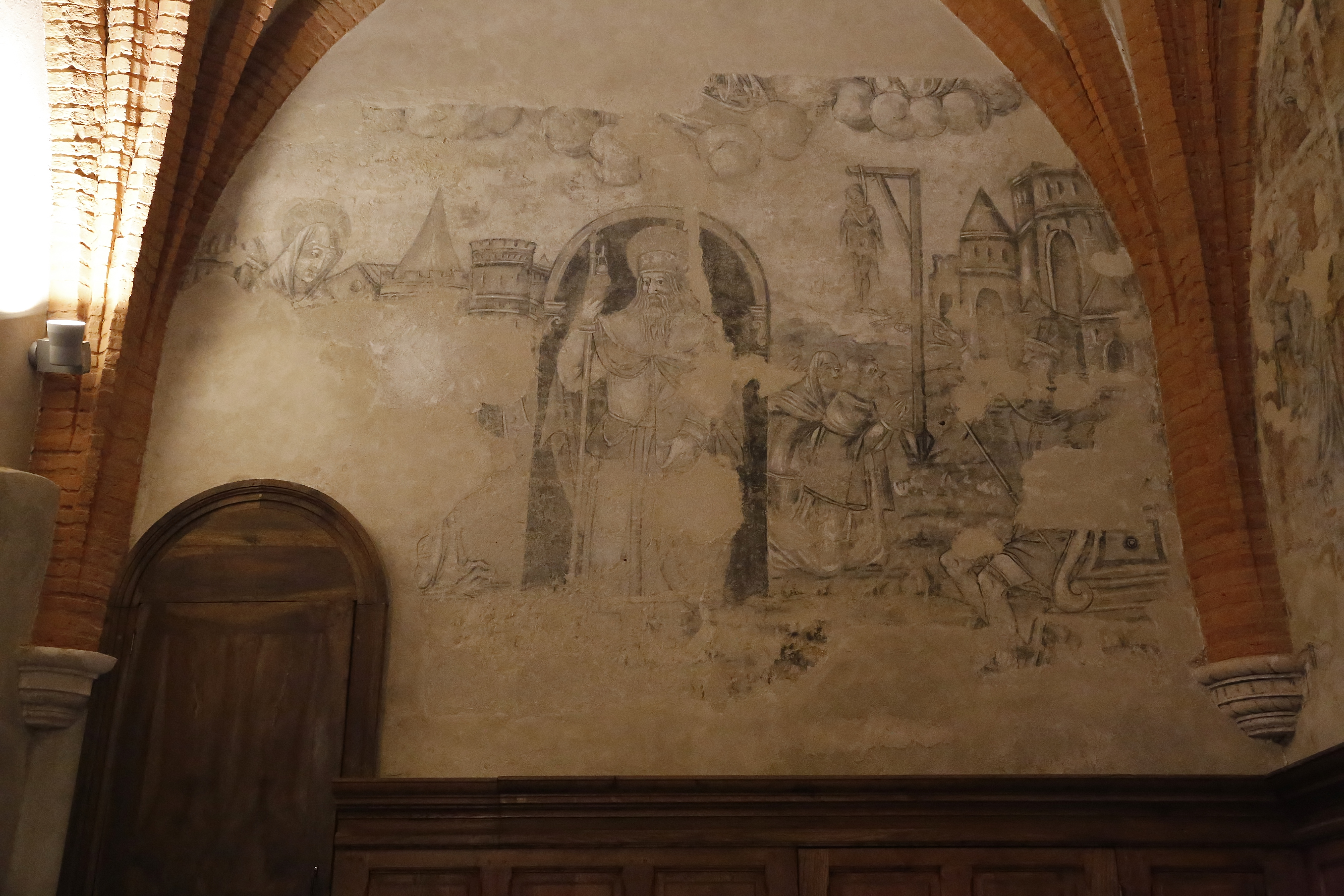
Fresques du XVIe siècle.

#### L'orgue

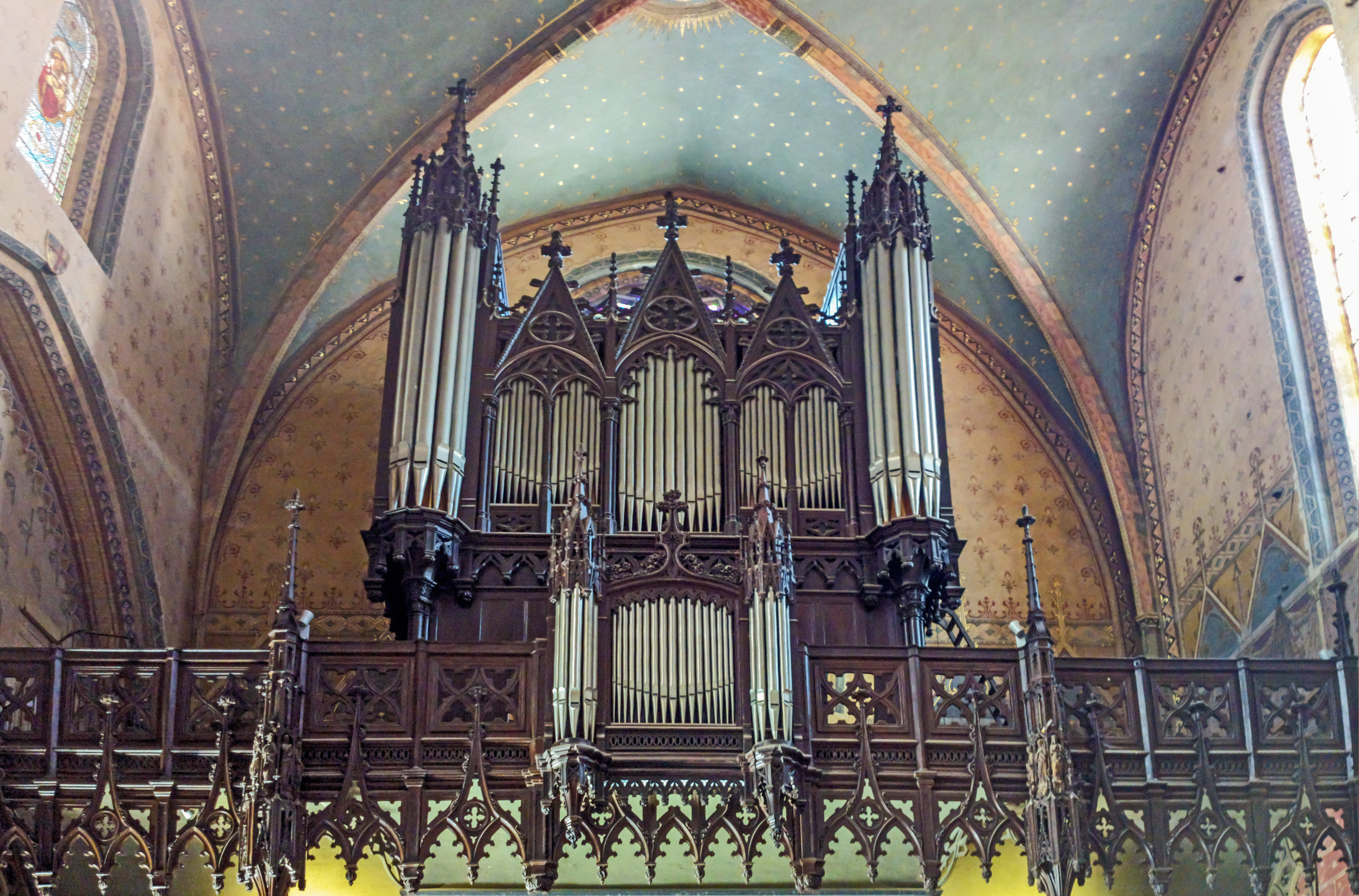
L'orgue.

La partie instrumentale est exécutée entre 1845 et 1847 par l'atelier Daublaine et Callinet. Elle remplace un orgue plus ancien, revendu à Théodore Puget, qui aurait été réparé et transféré en 1867 à l'église Saint-Blaise-et-Saint-Roch de Seysses il est classé au titre des monuments historiques. La console, en fenêtre, comporte trois claviers manuels (grand orgue, 9 jeux ; positif, 6 jeux ; récit expressif, 9 jeux) et un pédalier droit à l'allemande (5 jeux). Elle a été faite par André Marie Daublaine et Louis Callinet en 1848, et remaniée en 1857 par Émile Poirier et Nicolas Lieberknecht, facteurs installés à Toulouse après la faillite de la maison Daublaine et Callinet. Cette partie est classée au titre des monuments historiques. Le buffet de style néogothique est constitué d'un grand corps et d'un positif de dos factice à 2 tourelles, classé au titre des monuments historiques.